# Pablo Escobar, el Patrón del Mal
Pablo Escobar, el patrón del mal (en català: Pablo Escobar, el patró del mal) és una sèrie de televisió colombiana del 2012 produïda per Caracol Televisión, sobre la vida de Pablo Escobar Gaviria.
És una història basada en el llibre «La paràbola de Pablo» del periodista i exalcalde de Medellín (2008-2011) Alonso Salazar, basada en diversos documents periodístics i testimonis reals, encara que també en relats ficticis. La sèrie va tenir més de 1.300 actors i es va rodar en més de 450 ubicacions, amb un cost de 131.000 euros per episodi. Va ser creada per Camilo Cano i Juana Uribe, vicepresidenta de Caracol Televisión. El pare de Cano, Guillermo Cano Isaza, qui era l'editor del diari El Espectador, va ser assassinat per Escobar el 1986. La mare d'Uribe, Maruja Pachón, va ser segrestada per Escobar, i el seu oncle, candidat a la presidència Luis Carlos Galán, va ser assassinat per Escobar el 1989.
L'estrena d'aquesta sèrie va provocar una controvèrsia en la societat colombiana. Els seus defensors afirmen que explica de manera narrativa els anys més violents a Medellín i que volien rescatar la memòria de les víctimes. Però també es considera una exaltació i publicitat d'assassins i criminals que debilita la imatge de la ciutat i del país.

## Argument
La història descriu la vida del narcotraficant colombià Pablo Emilio Escobar Gaviria des de la seva infància. Fill d'una professora d'un poble proper a Medellín, l'ús de la violència indiscriminada el va convertir en el narcotraficant més temible i sanguinari de finals del segle xx. Va arribar fins i tot a desestabilitzar el Govern colombià fins al punt de ser el criminal més buscat del món.

## Repartiment
- Andrés Parra Medina, Pablo Escobar
  - Mauricio Mejía, Pablo Escobar (jove)
- Angie Cepeda, periodista Regina Parejo (Virginia Vallejo)
- Cristià Tappan, Gonzalo Gaviria (Gustavo Gaviria)
  - Juan Sebastian Calero, Gustavo Gaviria (jove)
- Cecilia Navia, esposa Patricia (Paty) (María Victoria Henao)
  - Eileen Moreno, Paty de Escobar (jove)
- Viviana Serna Ramirez, Paty (jove)
- Vicky Hernández, mare d'Escobar Enelia (Hermilda Gaviria)
  - Linda Lucía Callejas, Enelia (jove)
- Nicolás Montero, polític Luis Carlos Galán
- Marcela Gallego, Gloria Pachón de Galán
- Ernesto Benjumea, ministre justícia Rodrigo Lara Bonilla
- Diana Hoyo, Nancy Restrepo de Lara
- Germán Quintero, periodista Guillermo Cano Isaza
- Helena Mallarino, esposa G.Cano, Ana Maria Busquets
- Julio Pachón, Coronel Jairo Jimenez (Jaime Ramírez Gómez)
- Alejandro Martínez, Marcos Hérber (Carlos Lehder)
- Juan Carlos (Juancho) Arango, soci d'Escobar, Gustavo Ramirez el Mariachi (Gonzalo Rodríguez Gacha el Mexicano)
- Hernán Méndez, pare d'Escobar (Abel de Jesús Escobar)
- Aldemar Correa, Julio Motoa (Fabio Ochoa Vásquez)
- Joavany Alvarez, Pedro Motoa (Jorge Luis Ochoa Vásquez)
- Alejandro Gutierrez, alemany Motoa (Juan David Ochoa Vásquez)
- Andrea Gomez, Irma Motoa (Martha Nieves Ochoa)
- Anderson Ballesteros, Jerson "El Chili" (John Jairo Arias Tascón "Pinina")
- Carlos Benjumea, Carlos Motoa "El Patriarca" (Fabio Ochoa Restrepo)
- César Mora, "El Alguacil"
- Toto Vega, Senador Alfonso Santorini (Alberto Santofimio)
- Carlos Mariño, "Marino" (John Jairo Velasquez Vasquez "Popeye")
- Luces Velasquez, "Graciela Rojas" (Griselda Blanco)
- Fabián Mendoza, César Gaviria Trujillo
- Susana Torres, Nikki Polanía (Maria Jimena Duzán)
- Tiberio Cruz, "Diego Pizano" (Carlos Pizarro Leongómez)
- Orlando Valenzuela, Bernardo Jaramillo Ossa